# Bovey
Bovey é uma cidade localizada no estado americano de Minnesota, no Condado de Itasca.

## Demografia
Segundo o censo americano de 2000, a sua população era de 662 habitantes. 
Em 2006, foi estimada uma população de 669, um aumento de 7 (1.1%).

## Geografia
De acordo com o United States Census Bureau tem uma área de 
6,0 km², dos quais 5,9 km² cobertos por terra e 0,1 km² cobertos por água. Bovey localiza-se a aproximadamente 410 m acima do nível do mar.

## Localidades na vizinhança
O diagrama seguinte representa as localidades num raio de 12 km ao redor de Bovey. 